# Scipione de' Ricci
 (octobre 2017).
Si vous disposez d'ouvrages ou d'articles de référence ou si vous connaissez des sites web de qualité traitant du thème abordé ici, merci de compléter l'article en donnant les références utiles à sa vérifiabilité et en les liant à la section « Notes et références ».
Pour les articles homonymes, voir Ricci.
Scipione de' Ricci (né en 1741 à Florence et mort en 1810 à Rignana) est un évêque catholique italien de la fin du XVIIIe siècle, qui fut évêque de Pistoia et de Prato de 1780 à 1791. Il adhéra au jansénisme et chercha à réformer son diocèse selon les principes de cette doctrine.

## Biographie
Né en 1741 à Florence, dans une famille noble (qui se glorifiait d'avoir compté parmi ses membres sainte Catherine de Ricci), il fut éduqué à Rome chez les Jésuites. En même temps il se rapprocha de la pensée janséniste.
En 1766, ayant obtenu sa licence en droit, il fut ordonné prêtre. Grâce à l'influence du grand-duc Pierre-Léopold, il fut sacré évêque de Pistoia et de Prato en 1780. Il chercha à réorganiser son diocèse en supprimant divers ordres religieux et en réformant la structure des paroisses (beaucoup d'églises anciennes du centre de Pistoia furent sécularisées et réduites à des utilisations profanes).
Il combattit le culte du Sacré-Cœur et soutint l'autonomie des églises locales. Il chercha à affirmer sa pensée, inspirée par les idées de Fébronius en convoquant un synode, connu dans l'histoire sous le nom de Synode de Pistoia. L'accueil hostile que reçut cette initiative, d'abord auprès du clergé toscan puis auprès du Saint-Siège, fit en sorte que Scipione se trouva dans une position de plus en plus isolée.
Lorsqu'en 1790 le grand-duc devint empereur du Saint-Empire romain germanique, Scipione perdit du même coup tout appui politique, des révoltes éclatèrent qui le contraignirent à la fuite et, finalement, en 1791, il renonça à sa charge d'évêque. En 1799 il dut rétracter publiquement ses idées par un acte de soumission. Il mit ses espoirs dans le soutien de Napoléon Bonaparte pour renverser la situation, mais le général français, qui à ce moment-là cherchait à conclure un concordat avec le pape, se tint à l'écart du jansénisme. Retiré dans la vie privée, il mourut en 1810.

## Sources
- (it) Cet article est partiellement ou en totalité issu de l’article de Wikipédia en italien intitulé « Scipione de' Ricci » (voir la liste des auteurs).